# Mateo Antoni
Pour les articles homonymes, voir Antoni.
Mateo Antoni Pavón, plus simplement connu sous le nom de Mateo Antoni, né le 22 avril 2003 à Punta del Este, est un footballeur uruguayen qui joue au poste de défenseur central au Argentinos Juniors.

## Biographie

### Carrière en club
Né à Punta del Este en Uruguay, Mateo Antoni est formé par le  Club Nacional, avant de commencer sa carrière professionnelle en prêt au Liverpool FC de Montevideo,, juste après avoir prolongé avec le Nacional début 2023. Il joue son premier match avec l'équipe première du club le 18 mars 2023, lors d'une victoire 1-0 contre Montevideo City en championnat.

### Carrière en sélection
En septembre 2022, Mateo Antoni est convoqué pour la première fois avec l'équipe d'Uruguay des moins de 20 ans, prenant part aux Jeux sud-américains avec les jeunes uruguayens.
En décembre 2022, il est à nouveau convoqué avec l'équipe d'Uruguay des moins de 20 ans pour une série de matchs amicaux, prenant part à un match amical contre le Pérou,.
Le 3 janvier 2023, il est appelé par Marcelo Broli pour le Championnat d'Amérique du Sud des moins de 20 ans qui commence à la fin du mois,.
L'Uruguay termine deuxième du championnat, ne cédant sa première place au Brésil que lors de la dernière journée, à la faveur d'une défaite contre ces derniers,,.
En mai 2022, il participe à la coupe du monde des moins de 20 ans en Argentine,, où l'Uruguay remporte la compétition en battant l'Italie en finale 1-0.

## Palmarès
Uruguay -20 ans
- Championnat d'Amérique du Sud
  - Vice-champion en 2023
- Coupe du monde
  - Champion en 2023